# (754) Malabar
(754) Malabar és un asteroide pertanyent al cinturó d'asteroides descobert el 22 d'agost de 1906 per August Kopff des de l'observatori de Heidelberg-Königstuhl, Alemanya.
Està anomenat pel volcà Malabar de l'illa de Java.